# Калле, Софи
Софи Калль (фр. Sophie Calle; 9 октября 1953, Париж, Франция) — французская художница, писательница и фотограф, также занималась режиссёрской деятельностью. Работа Калле отличается использованием интимных переживаний человека. Лауреат Императорской премии (2024).

## Биография
Софи Калль, дочь Роберта Калля, онколога, бывшего директора Института Кюри и коллекционера «Carré d’Art», музея современного искусства в городе Ним. Среди близких друзей имел много видных деятелей искусства (Марсьяль Райс, Арман, Кристиан Болтански). Познакомившись с ними, Софи решила сосредоточиться на художественном творчестве.
В 70-е активно участвовала в различных политических и общественных движениях (маоизм, феминизм, пропалестинские партии в южном Ливане и т. д.). Семь лет путешествовала по всему миру. Вернувшись в Париж, она не имела ни карьерного плана, ни конкретных возможностей, без друзей. Она начала заниматься фотографией, экспериментировала.
В своих работах Софи Калль стремится построить мосты между искусством и жизнью в виде инсталляций, фотографий, рассказов, видео- и кинофильмов. Она является провокационной художницей. Она первой устроила выставку, на которой не было ни одной её фотографии. Создаёт произведения с помощью банкоматов.

## Деятельность
В своих книгах она рассказывает о своих путешествиях, о своих попытках и неудачах. Издание «Actes Sud» опубликовало много книг Софи Калль.
Пытаясь найти, или наоборот, стараясь не находить себя, она следит за прохожими, примеряет их маршруты на себя (серия фотографий Suite vénitienne, 1980). Работая в гостинице, фотографирует комнаты и личные вещи проживающих здесь людей (L’Hôtel, 1981). В 1996 году снимает фильм «No Sex Last Night». В Центре Помпиду проходила выставка на тему: «Видел ли ты в 2004 году». Её работы регулярно выставляются в галереях современного искусства.
«Берегите себя» (фр. prenez soin de vous) — инсталляция Софи Калль, представленная на Венецианской биеннале с 10 июня по 21 ноября 2007 года.
В качестве темы своей венецианской работы художница выкроила очень личную часть своей жизни. Настолько личную, что почувствовать её может каждый, ведь у любого человека есть эта малая огромная рана.
Софи получила письмо, в котором говорилось, что всё кончено. Она не знала, как реагировать. По её словам, это было, как будто, предназначено не ей. Письмо заканчивалось словами: «Берегите себя». Она так и сделала: обратилась к 107 женщинам (в том числе, к двум, сделанным из дерева, и одной с перьями), выбранным по профессиональному признаку, с просьбой интерпретировать это письмо с профессиональной точки зрения. Проанализировать, прокомментировать, а также станцевать, сыграть, спеть. Вскрыть его, исследовать, разделить на части. Исчерпать. Понять за неё. Ответить вместо неё. Это был способ отложить разрыв. Прожить его в её ритме. Поберечь себя.
Художница прячет лица за письмом или маской внешнего спокойствия, прячется за этих женщин. Инфантильно пытается пережить боль, раздавая её другим, отказываясь выносить эту невыносимость.
В объектах инсталляции использованы изображения только женщин. Реальные героини инсталляции реагируют по-разному в рамках своей профессиональной деятельности, но все одинаково задеты за «живое».
Софи Калль — художница, которая рисует с себя, раскраивает себя на полотна и сшивает свою жизнь из творчества.

## Награды
Софи Калль является лауреатом международной Премии «Хассельблад» в 2010 году.